# Phoebe yunnanensis
Phoebe yunnanensis är en lagerväxtart som beskrevs av Hsi Wen Li. Phoebe yunnanensis ingår i släktet Phoebe och familjen lagerväxter. Inga underarter finns listade i Catalogue of Life.